# جان فینلی (بازیکن فوتبال)
جان فینلی (انگلیسی: John Finlay; ۱۵ فوریهٔ ۱۹۱۹ – ۵ مارس ۱۹۸۵) بازیکن فوتبال بود.

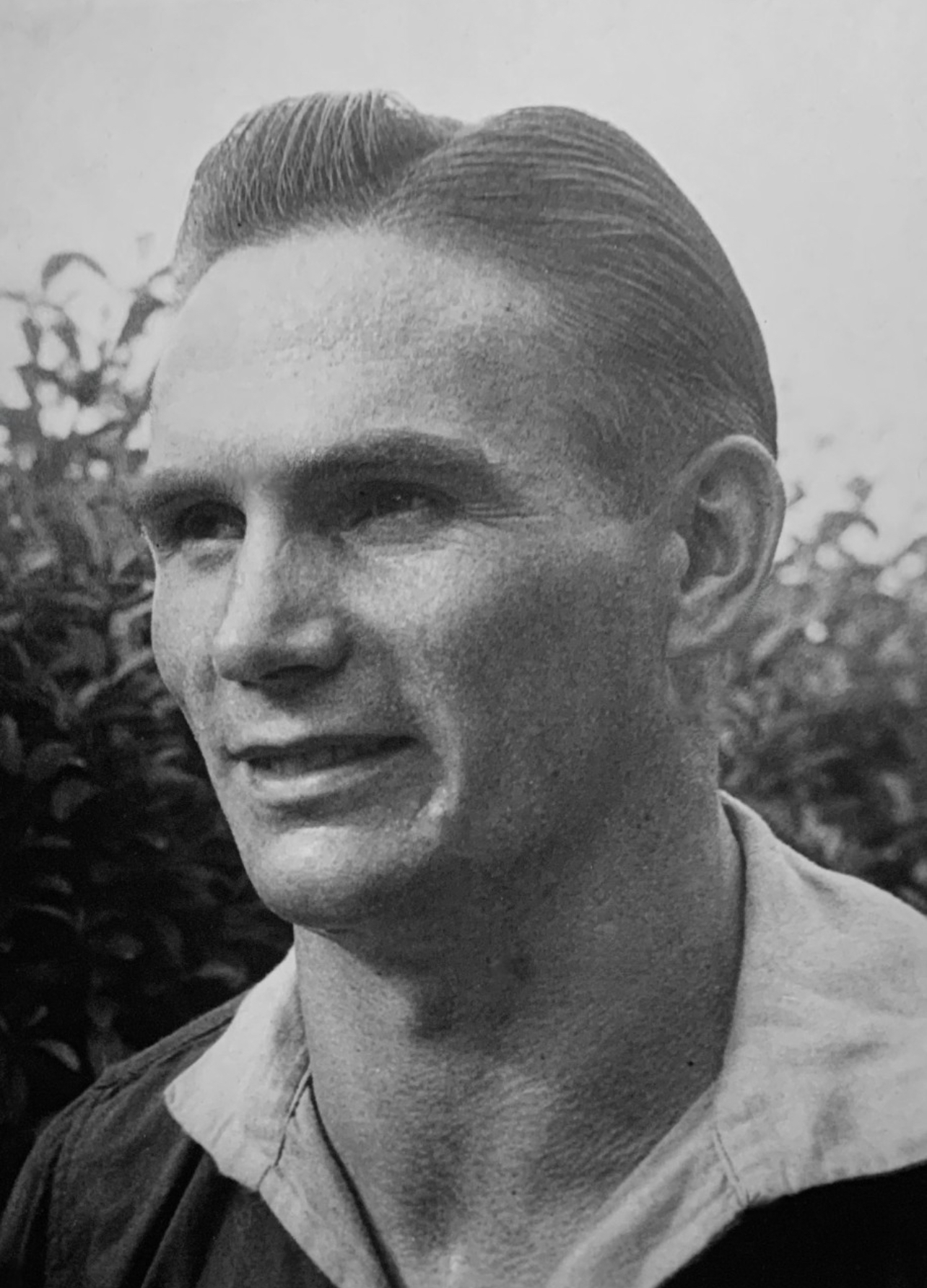
عکسی از جان فینلی.

از باشگاه‌هایی که در آن بازی کرده‌است می‌توان به باشگاه فوتبال ساندرلند اشاره کرد.